# Titan Saturn System Mission

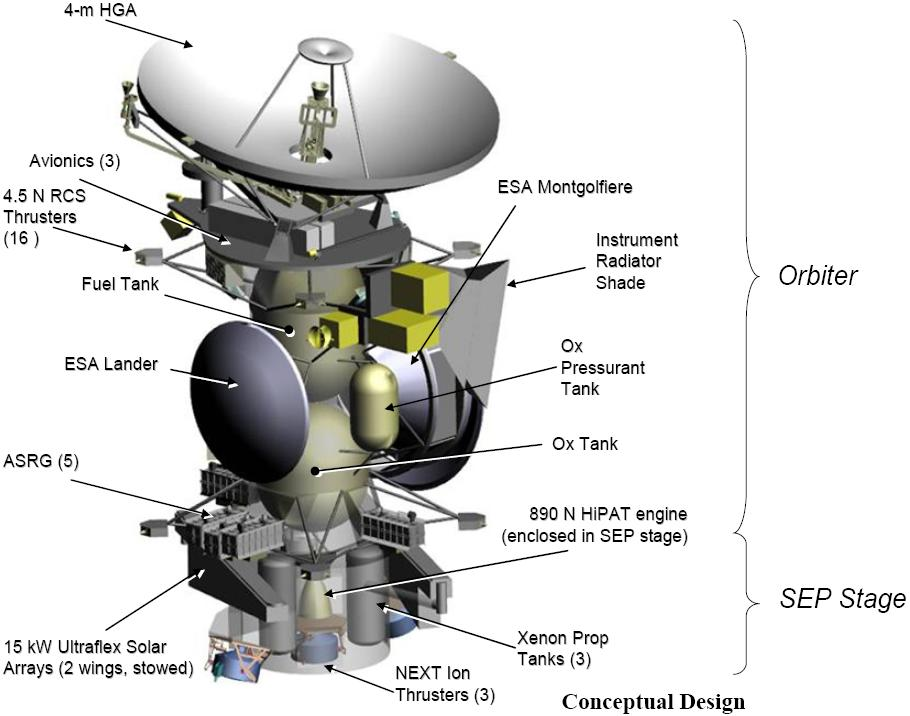
Satellitsonden som var planerad att vara en del av Titan Saturn System Mission.

Titan Saturn System Mission (TSSM) var ett gemensamt förslag från NASA och ESA för en utforskning av Saturnus och planetens måne Titan och Enceladus, som uppföljning på Cassini-Huygens-uppdraget.
Det tänkta huvudmålet var att utforska Titans Jordenliknande egenskaper så som månens geologi och hydrologi. Avsikten var att den bärande sonden (TandEM-Orbiter) skulle passera Enceladus på väg mot Titan för att bland annat utforska dess magnetosfär och gejsrar. 

## Bildgalleri

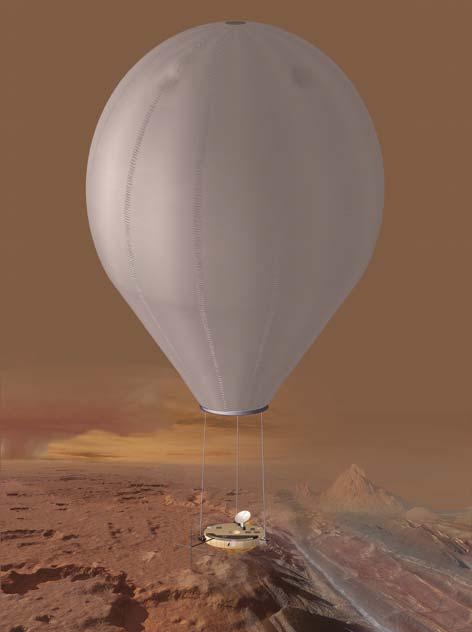
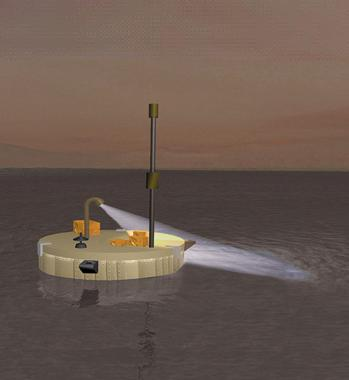
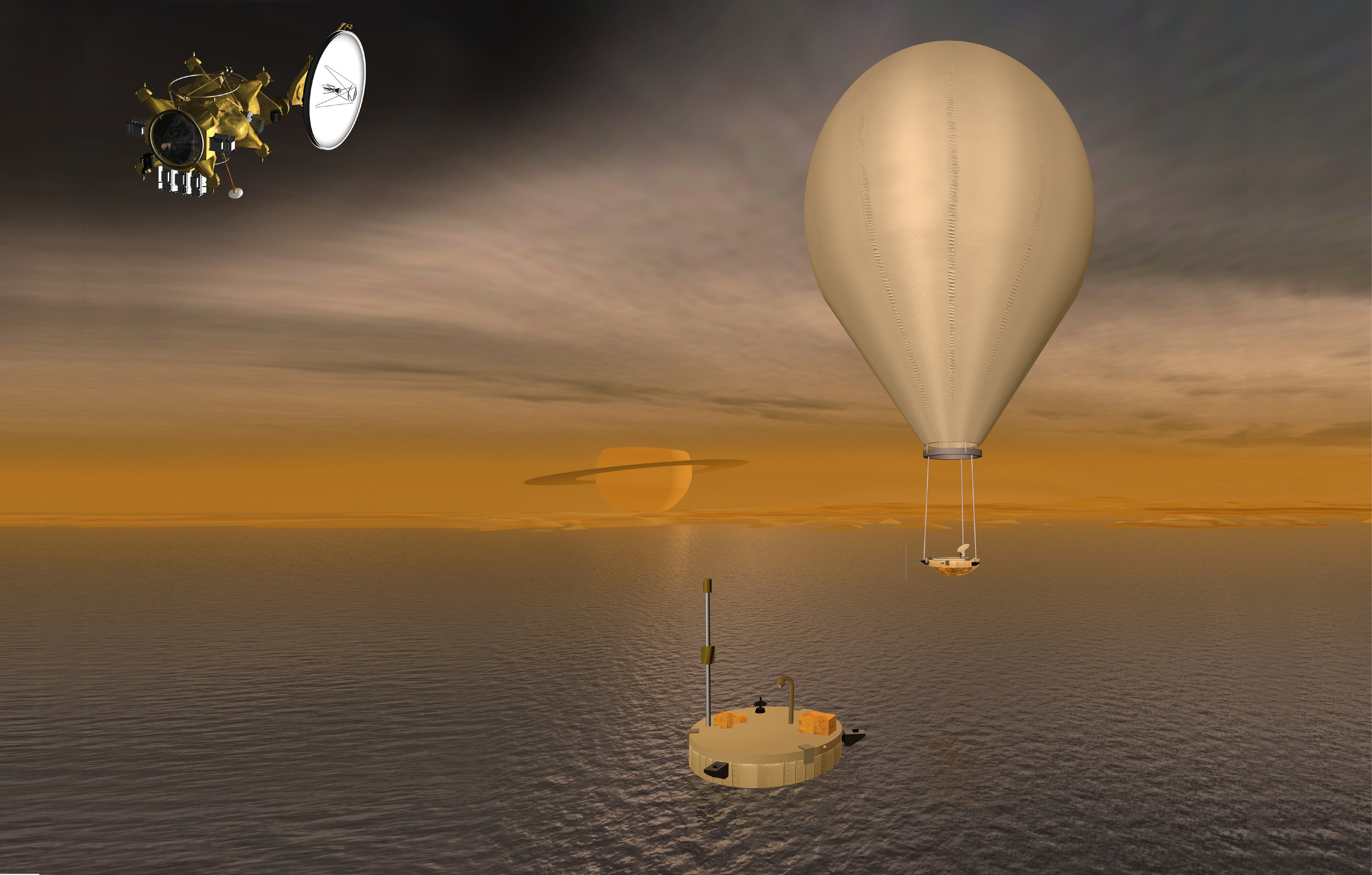